# Causing a Commotion

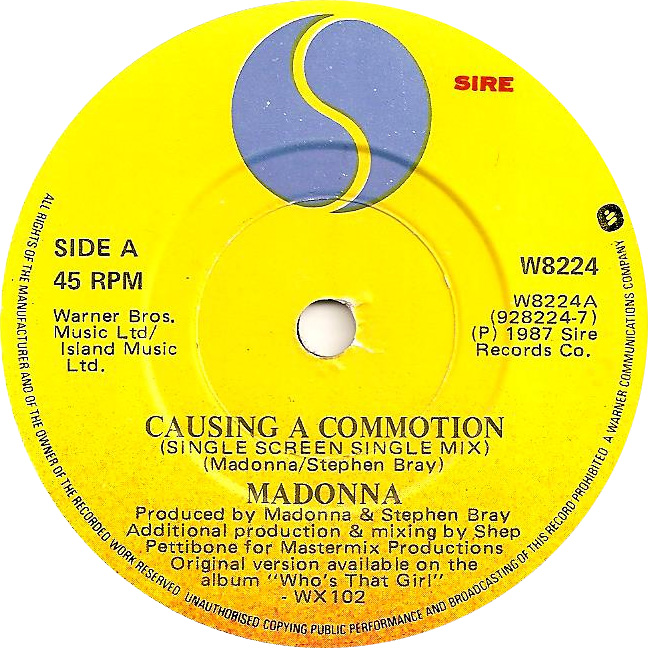
A-Seiten-Etikett der irischen Vinyl-Veröffentlichung von "Causing a Commotion" (Single Screen Single Mix - Version) von Madonna

Causing a Commotion (englisch für ‚einen Aufruhr verursachen‘) ist ein Lied der US-amerikanischen Sängerin Madonna aus dem Soundtrack des Films Who’s That Girl von 1987. Er wurde als zweite Single des Albums am 25. August 1987 bei Sire Records veröffentlicht und avancierte in einigen Ländern zum Top-10-Erfolg.

## Entstehung und Inhalt
Causing a Commotion wurde von Madonna und Stephen Bray zusammen mit Shep Pettibone geschrieben, aufgenommen, gemischt und produziert. Mischtechniker waren Junior Vasquez und Steve Peck, Vasquez übernahm auch die Audiobearbeitung, Background-Sängerinnen für den Song waren Donna De Lory und Niki Haris. Das musikalische Arrangement besteht aus mehreren miteinander interpolierenden Hooks. Das Lied enthält einen „tanzorientierten Up-Tempo-Groove“ und beginnt mit dem Refrain, in dem Madonna die Zeile „I've got the moves baby, You've got the motion, If we got together we'd be causing a commotion“ singt. Begleitet wird er von einer absteigenden Bassline mit vier Noten und Stakkato-Akkorden in der Strophe. Musikalisch bewegt sich das Stück im Bereich des Dance-Pops.
Causing a Commotion wurde von Madonna und Stephen Bray geschrieben und produziert. Der Liedtext wurde von Madonnas Beziehung zu ihrem damaligen Ehemann Sean Penn und seiner Neigung zur Gewalt inspiriert.
Madonna sagte zu dem Thema auch:

„I don't like violence. I never condone hitting anyone, and I never thought that any violence should have taken place. But on the other hand, I understood Sean's anger and believe me, I have wanted to hit them [the paparazzi] many times. I never would, you know, because I realize that it would just make things worse.“

Die Texte beziehen sich auf Madonnas Hit-Single Into the Groove (1985) und bestehen aus drei Teilen der Vokalharmonie. Andrzej Ciuk, einer der Herausgeber des Buches Exploring Space, bemerkte, dass der sprichwörtliche Status des Ausdrucks „Gegensätze ziehen sich an“ als bestimmender Schlüsselbestandteil des kulturellen Konzepts der „Liebe“ gilt, und dies wurde auch im Lied mit den Texten deutlich.

## Rezeption
Das Lied erhielt gemischte bis positive Kritiken. Es wurde in den Vereinigten Staaten (Platz zwei), Australien, Kanada, Irland, Italien, Neuseeland, Schweden und dem Vereinigten Königreich (Platz vier) zum Top-10-Erfolg und führte darüber hinaus die Billboard-US-Dance-Charts an. In Deutschland und Österreich erreichte die Single jeweils Platz 14, in der Schweiz Platz neun.
Madonna spielte das Lied auf der Who’s That Girl-Welttournee – die 1987 über Satellit bei den MTV Video Music Awards übertragen wurde – und auf der Blond Ambition-Welttournee im Jahr 1990. Die Aufführungen waren im „Home-Video-Release“ der Tour enthalten. Der sogenannte Silver Screen Single Mix des Stücks erschien 1991 auf der britischen Kompilations-EP The Holiday Collection.
| ChartsChartplatzierungen       | Höchstplatzierung | Wochen/ Monate |
| ------------------------------ | ----------------- | -------------- |
| Deutschland (GfK)              | 14 (12 Wo.)       | 12 Wo.         |
| Österreich (Ö3)                | 14 (2½ Mt.)       | 2½ Mt.         |
| Schweiz (IFPI)                 | 9 (8 Wo.)         | 8 Wo.          |
| Vereinigtes Königreich (OCC)   | 4 (9 Wo.)         | 9 Wo.          |
| Vereinigte Staaten (Billboard) | 2 (18 Wo.)        | 18 Wo.         |